# Amédée Beau
 (juin 2023).
Amédée Beau est un homme politique français né le 24 juin 1820 à Paris et décédé le 21 décembre 1909 à Tubœuf (Orne).

## Biographie

### Carrière professionnelle
Notaire à Paris, il se retire dans l'Orne après la revente de sa charge.[Quand ?]

### Parcours politique
Il devient conseiller général en 1870 et député représentant de l'Orne de 1871 à 1876. Inscrit au groupe Feray, il siège comme républicain conservateur. Il penche plutôt vers la droite à la fin de la législature et s'inscrit au groupe Lavergne.

## Sources
- « Amédée Beau », dans Adolphe Robert et Gaston Cougny, Dictionnaire des parlementaires français, Edgar Bourloton, 1889-1891 [détail de l’édition]